# توكاماك

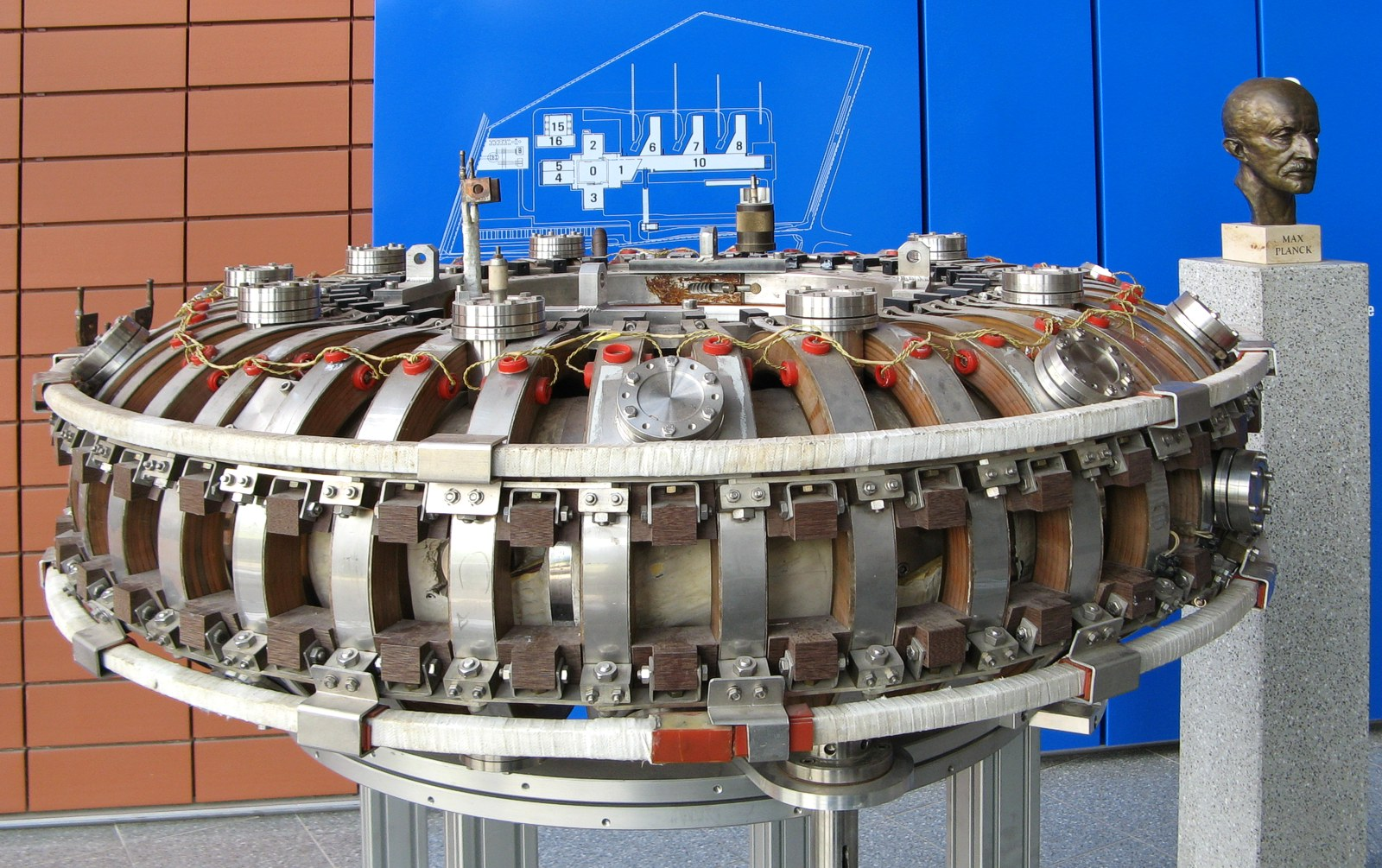
نموذج لتقنية التوكاماك

التوكاماك Tokamak نوع من أنواع المفاعلات النووية الاندماجية وطريقة لبناء هذه المفاعلات. وهي محطة تستخدم المجال المغناطيسي القوي لحصر البلازما الساخنة على شكل طارة. ما زالت هذه الطريقة قيد البحث والتجربة ولم تصل مرحلة الاستغلال الاقتصادي بعد.
والتوكاماك هي إحدى أنواع أجهزة الاندماج النووي بالحصر المغناطيسي التي تم تطويرها لإنتاج طاقة الاندماج النووي الحراري بشكل مُتحكَم به. منذ بداية عام 2016، التوكاماك هي المرشح الرئيسي لمفاعل الاندماج التطبيقي (العملي).
طُرحَت فكرة التوكاماك لأول مرة من قبل العالمين الفيزيائيين السوفيتيين إيجور تام وأندريه ساخاروف في خمسينيات القرن الماضي، مستوحاة من رسالة أوليغ لافرينتيف. في الوقت نفسه نُسبت أول محطة توكاماك عاملة (T-1) إلى العالم ناتان يافلينسكي التي برهنت بأن استقرارية البلازما المتوازنة تتطلب خطوط مجال مغناطيسي تُلف حول الطارة بشكل لولبي.
حاولت أجهزة زت-بينش (Z-Pinch) والستيلارايتر (Stellarator) فعل هذا لكنها اظهرت عدم استقرار خطير. انها كانت تطوير للمفهوم المعروف الآن بعامل الامان (Safety Factor) المعروف بالرمز q ضمن قائمة الرموز الرياضية التي وجهت تطوير التوكاماك بواسطة تنظيم المفاعل وهذا العامل الحاسم q كان دائماَ أكبر من 1، محطات التوكاماك قمعت بشدة عدم الاستقرارية  التي ابتليت التصاميم السابقة.
أول محطة توكاماك، T-1 بدأت العمل عام 1958. في منتصف الستينيات بدأت تصاميم توكاماك تُظهر أداء أفضل بكثير من التصاميم السابقة. تم إصدار النتائج الأولية عام 1965 لكنها اُهملت وتم تجاهلها; استبعدها ليمان سبيتزر من أيديهم بعد أن لاحظوا المشاكل المحتملة في نظامهم لقياس درجات الحرارة. تم نشر مجموعة ثانية من النتائج عام 1968، هذا المرة تم الادعاء بأن النتائج بعيدة كل البعد عن أي جهاز اخر، وكان يعتبر انها لا يمكن الاعتماد عليها. ادى ذلك إلى دعوة وفد من المملكة المتحدة لإجراء قياساتهم الخاصة. تم تأكيد هذه النتائج السوفيتية ونتائجهم المنشورة عام 1969 ادت إلى تدافع لبناء توكاماك.
في منتصف السبعينات كانت تُستخدم العشرات من محطات التوكاماك حول العالم، وفي أواخر السبعينات اجتاحت هذه المحطات جميع الشروط المطلوبة لأجراء اندماج عملي وإن لم يكن في نفس الوقت ولا في نفس المفاعل. عامل الاستفادة من طاقة الاندماج أصبح ضمن مجال الرؤية، تم تصميم سلسلة جديدة من المحطات التي تعمل على وقود الاندماج من الديوتيريوم والتريتيوم. هذه المحطات ولا سيما محطة الطارة الاوربية المشتركة (JET – Joint European Torus)
ومختبر التوكاماك لمفاعل الاندماج (Tokamak Fusion Test Reactor – TFTR) ومحطة JT-60 اليابانية كان الهدف الصريح هو الوصول لاقصى استفادة من طاقة الاندماج.
في حين أن هذه المحطات اظهرت مشاكل جديدة حدت من ادائها وإن حل هذه المشاكل قد يتطلب محطات ذات حجم أكبر وصرفيات أكثر تتجاوز قدرات البلد الواحد. تمت الموافقة المبدئية في نوفمبر من العام 1985  بين رونالد ريغان الرئيس الأمريكي وميخائيل غورباتشوف رئيس الاتحاد السوفيتي بشأن ذلك الغرض والمفاعل النووي الحراري التجريبي الدولي (ITER) بذل جهداَ وابقى الجهود الدولية في سعي مستمر لتطوير طاقات الاندماج العملية.
العديد من التصاميم الصغيرة والتفرعات كـ التوكاماك الكروية (Spherical Tokamak) كانت ما تزال مستخدمة للتحقيق في معايير الاداء والمسائل الأخرى.

## اصل التسمية
كلمة توكاماك هي نَّقْحَرَة [x] للكلمة الروسية (токамак) وهي مختصرٌ
أما لـ "тороидальная камера с магнитными катушками" ونُقلت إلى الإنجليزية على انها "toroidal chamber with magnetic coils" والتي تعني الحُجرة الحلقية ذات اللفائف المغناطيسية.
أو لـ "тороидальная камера с аксиальным магнитным полем" ونُقلت إلى الإنجليزية على انها "toroidal chamber with axial magnetic field" والتي تعني الحُجرة الحلقية ذات المجال المغناطيسي المحوري.
المصطلح قد اُنشيء من ايغور جولوفان عام 1957، نائب مدير مختبر ادوات القياس للأكاديمية العلمية، المعروف يومنا هذا بـ معهد كورتشاتوف . و هناك مُصطلح أخر مماثل وهو «توكاماج – Tokamag» والذي كان شائعاَ لفترة من الزمن.

## مبدأ العمل
تعمل هذه الطريقة عن طريق رفع درجة حرارة بلازما إلى درجة اندماج نووي. وبما أن البلازما ذات درجة حرارة عالية جدا فإنه يجب فصلها وإبعادها وجعلها لا تلامس مكونات المفاعل وإلا أتلفته وتسبب ذلك في برودتها وانقطاع التفاعل الاندماجي. يتم في المفاعلات المبنية على طريقة توكاماك جعل البلازما تطفو وسط المفاعل دون أن تلامس أيا من أجزائه عن طريق مغناطيسات تحافظ على البلازما في مسار دائري. في الوقت الراهن تتمثل الصعوبات أمام هذا النوع من المفاعلات في الحفاظ على تواصل التفاعل الاندماجي أي على حرارة البلازما حيث أن اختلاف السرعة في طبقات البلازما الدخلية والخارجية يسبب تداخلات تقلل من درجة الحرارة مما يتطلب جعل الحقل المغنطيسي أو القوة المغناطيسية في شكل لولبي. هذا يتم عن طريق ضخ تيار كهربائي في البلازما يساهم في رفع درجة حرارتها قليلا مع خفض فعل التداخلات الغير مناسبة. كما أن تبريد المفاعل أيضا لا يسمح بتشغيله المتواصل ولذلك فهو يعمل فقط بتقطع نبضي. كل هذا أدى في أحسن الأحوال حاليا إلى إمكان استرداد كمية الطاقة التي تستهلك لتشغيل المفاعل، أي أنه لا يزال لا يصلح لإنتاج الكهرباء. ويبغي الفيزيائيون أن مفاعلات تجريبية في المستقبل أن يثبتوا إمكانية إنتاج طاقة أكبر من تلك اللازمة لتشغيلها.

## ستيلاراتور
الستيلاراتور هو أيضا طريقة مشابهة لبناء المفاعلات اللإندماجية غير أنه يمتلك ميزة أن تقليل الخسائر الناتجة عن التداخلات لا يكون عن طريق تيار كهربائي يضخ في البلازما بل عن طريق بناء وشكل هندسي أكثر تعقيدا للمغناطيسات التي تولد الحقل المغنطيسي.ما في داخلها يتم تفاعل البلازما مع بعضها ( أنوية الهيدروجين الثقيل والتريتيوم) فيتولد الهيليوم مصحوبا بطاقة هائلة.
ويشترك كلا المفاعلين التوكاماك والستيلاراتور في ميزة أنهما أكثر أمنا من المفاعلات الانشطارية التقليدية بسبب أن تفاعل الاندماج النووي ينقطع بمجرد ملامسة البلازما لجدار المفاعل، فهو حساس للغاية وينقطع التفاعل بمجرد انزياحه عن حالة الانضباط. كما أن النفايات الناتجة منهما أقل إشعاعا من تلك التي تنتج عن مفاعلات نووية انشطارية.
نجح العلماء حتى الآن في تهيئة الظروف لحدوث تفاعل الاندماج (حرارة وضغط عاليين مثلما في باطن
الشمس والنجوم  )، إلا أن الأندماج ينقطع خلال ثوان. تـٌجري بحوث مضنية ومرتفعة التكلفة منذ 60 عاما لزيادة زمن التفاعل واسمراريته لإنتاج كهرباء منه.

## اقرأ أيضًا
- توكاماك فائق التوصيل التجريبي المتقدم
- توكاماك كروي ميجا أمبير
- سبارك (توكاماك)
- اندماج نووي
- مفاعل ويندلشتاين 7 إكس
- الحلقة الأوروبية المشتركة (جيت)
- ستيلاراتور
- اندماج الديوتيريوم
- اندماج في محفظة القصور الذاتي
- سلسلة تفاعل بروتون-بروتون
- تجربة ليثيوم توكاماك
- توكاماك DIII-D
- مفاعل اختبار هندسة الانصهار الصيني